# Grand Prix de Wallonie 2023
Cet article concerne la course masculine. Pour la course féminine, voir Grisette Grand Prix de Wallonie 2023.
La 63e édition du Grand Prix de Wallonie a lieu le 13 septembre 2023. Elle fait partie du calendrier UCI ProSeries 2023 en catégorie 1.Pro.

## Présentation

### Parcours
Le départ de cette édition est donné à Aywaille et l'arrivée a lieu au sommet de la citadelle de Namur. Quatre côtes sont répertoriées : la côte de Werbomont au km 52, la côte d’Ermeton au km 157,05, le Tienne aux Pierres à Wépion au km 185,8 et la montée finale de la Route Merveilleuse vers la citadelle de Namur atteinte après 201,3 km de course.

### Équipes
21 équipes participent à ce Grand Prix de Wallonie : 8 équipes UCI ProTeams, 9 équipes continentales professionnelles et 4 équipes continentales.
| WorldTeams (8)- AG2R Citroën Team - Alpecin-Deceuninck - Cofidis - Intermarché-Circus-Wanty - Movistar Team - Arkéa-Samsic - Team Jayco AlUla - UAE Team Emirates ProTeams (9)- Bingoal WB - Human Powered Health - Israel-Premier Tech - Lotto Dstny - Q36.5 Pro Cycling Team - Team Flanders-Baloise - TotalEnergies - Tudor Pro Cycling Team - Uno-X Pro Cycling Team Équipes continentales (4)- Hagens Berman Axeon - Matériel-vélo.com - Saint Piran - Van Rysel-Roubaix Lille Métropole |
| |

## Déroulement de la course
L'échappée est composée de trois hommes : les Belges Dries De Bondt (Alpecin-Deceuninck) et Kenny Molly (Van Rysel-Roubaix Lille Métropole) ainsi que le Canadien Pier-André Côté (Human Powered Health). Molly et Côté sont repris à 18 km de l'arrivée alors que De Bondt continue seul encore quelque temps avant d'être repris dans le Tienne aux Pierres à une quinzaine de kilomètres du terme par l'Australien Nick Schultz (Israel Premier-Tech), lui même rattrapé deux bornes plus loin par le peloton.
Le peloton groupé se présente à Namur au pied de la Route Merveilleuse. À 1 km de l'arrivée, le Belge Dylan Teuns attaque et creuse un écart de quelques dizaines de mètres mais il est pris en chasse et dépassé dans la dernière ligne droite par l'Espagnol Gonzalo Serrano (Movistar) qui remporte la victoire, après une troisième place obtenue lors de l'édition précédente.

## Classements

### Classement final
| \| Classement général \| Classement général \| Classement général \| Classement général \| Classement général \| \| Coureur \| Coureur \| Pays \| Équipe \| Temps \| \| ------------------ \| -------------------- \| ------------------ \| ------------------------ \| ------------------ \| \| 1er \| Gonzalo Serrano \| Espagne \| Movistar Team \| 4 h 42 min 11 s \| \| 2e \| Dylan Teuns \| Belgique \| Israel-Premier Tech \| + 0 s \| \| 3e \| Jasper De Buyst \| Belgique \| Lotto Dstny \| + 4 s \| \| 4e \| Mathieu van der Poel \| Pays-Bas \| Alpecin-Deceuninck \| + 4 s \| \| 5e \| Fabio Christen \| Suisse \| Q36.5 Pro Cycling Team \| + 4 s \| \| 6e \| Franck Bonnamour \| France \| AG2R Citroën Team \| + 4 s \| \| 7e \| Biniam Girmay \| Érythrée \| Intermarché-Circus-Wanty \| + 4 s \| \| 8e \| Julien Simon \| France \| TotalEnergies \| + 4 s \| \| 9e \| Ewen Costiou \| France \| Arkéa-Samsic \| + 4 s \| \| 10e \| Rick Pluimers \| Pays-Bas \| Tudor Pro Cycling Team \| + 4 s \| |                      |          |                          |                 |
| |                      |          |                          |                 |
| Source : ProCyclingStats |                      |          |                          |                 |
| Classement général |                      |          |                          |                 |
| Coureur | Coureur              | Pays     | Équipe                   | Temps           |
| 1er | Gonzalo Serrano      | Espagne  | Movistar Team            | 4 h 42 min 11 s |
| 2e | Dylan Teuns          | Belgique | Israel-Premier Tech      | + 0 s           |
| 3e | Jasper De Buyst      | Belgique | Lotto Dstny              | + 4 s           |
| 4e | Mathieu van der Poel | Pays-Bas | Alpecin-Deceuninck       | + 4 s           |
| 5e | Fabio Christen       | Suisse   | Q36.5 Pro Cycling Team   | + 4 s           |
| 6e | Franck Bonnamour     | France   | AG2R Citroën Team        | + 4 s           |
| 7e | Biniam Girmay        | Érythrée | Intermarché-Circus-Wanty | + 4 s           |
| 8e | Julien Simon         | France   | TotalEnergies            | + 4 s           |
| 9e | Ewen Costiou         | France   | Arkéa-Samsic             | + 4 s           |
| 10e | Rick Pluimers        | Pays-Bas | Tudor Pro Cycling Team   | + 4 s           |

## Liste des participants
- « Liste des équipes et des engagés 2023 », sur le site officiel, 31 août 2023

| Alpecin-Deceuninck ADC | Alpecin-Deceuninck ADC             | Alpecin-Deceuninck ADC |
| ---------------------- | ---------------------------------- | ---------------------- |
| Num                    | Coureur                            | Pos                    |
| 1                      | Mathieu van der Poel (NED) (route) | 4e                     |
| 2                      | Dries De Bondt (BEL)               | 109e                   |
| 3                      | Søren Kragh Andersen (DEN)         | 28e                    |
| 4                      | Gianni Vermeersch (BEL)            | 61e                    |
| 5                      | Axel Laurance (FRA)                | 55e                    |
| 6                      | Henri Uhlig (GER)                  | 78e                    |
| 7                      | Fabio Van den Bossche (BEL)        | 88e                    |

| AG2R Citroën Team ACT | AG2R Citroën Team ACT        | AG2R Citroën Team ACT |
| --------------------- | ---------------------------- | --------------------- |
| Num                   | Coureur                      | Pos                   |
| 11                    | Valentin Paret-Peintre (FRA) | 102e                  |
| 12                    | Nans Peters (FRA)            | 37e                   |
| 13                    | Franck Bonnamour (FRA)       | 6e                    |
| 14                    | Bastien Tronchon (FRA)       | 16e                   |
| 15                    | Greg Van Avermaet (BEL)      | NP                    |
| 16                    | Clément Venturini (FRA)      | 18e                   |
| 17                    | Jordan Labrosse (FRA)        | 20e                   |

| Cofidis COF | Cofidis COF              | Cofidis COF |
| ----------- | ------------------------ | ----------- |
| Num         | Coureur                  | Pos         |
| 21          | Bryan Coquard (FRA)      | 72e         |
| 22          | Christophe Noppe (BEL)   | AB          |
| 23          | Alexandre Delettre (FRA) | 62e         |
| 24          | Jelle Wallays (BEL)      | AB          |
| 25          | Axel Zingle (FRA)        | 19e         |
| 26          | Ilan Larmet (FRA)        | 74e         |
| 27          | Alexis Renard (FRA)      | 106e        |

| Intermarché-Circus-Wanty ICW | Intermarché-Circus-Wanty ICW | Intermarché-Circus-Wanty ICW |
| ---------------------------- | ---------------------------- | ---------------------------- |
| Num                          | Coureur                      | Pos                          |
| 31                           | Dylan Vandenstorme (BEL)     | 65e                          |
| 32                           | Aimé De Gendt (BEL)          | 30e                          |
| 33                           | Biniam Girmay (ERI)          | 7e                           |
| 34                           | Madis Mihkels (EST)          | 58e                          |
| 35                           | Dion Smith (NZL)             | 92e                          |
| 36                           | Tom Paquot (BEL)             | 105e                         |
| 37                           | Loïc Vliegen (BEL)           | 63e                          |

| Movistar Team MOV | Movistar Team MOV       | Movistar Team MOV |
| ----------------- | ----------------------- | ----------------- |
| Num               | Coureur                 | Pos               |
| 41                | Johan Jacobs (SUI)      | 83e               |
| 42                | Abner González (PUR)    | 32e               |
| 43                | Lluís Mas (ESP)         | 116e              |
| 44                | Mathias Norsgaard (DEN) | 101e              |
| 45                | Vinicius Rangel (BRA)   | 76e               |
| 46                | Juri Hollmann (GER)     | 52e               |
| 47                | Gonzalo Serrano (ESP)   | 1er               |

| Arkéa-Samsic ARK | Arkéa-Samsic ARK       | Arkéa-Samsic ARK |
| ---------------- | ---------------------- | ---------------- |
| Num              | Coureur                | Pos              |
| 51               | Jenthe Biermans (BEL)  | 25e              |
| 52               | Maxime Bouet (FRA)     | 81e              |
| 53               | Ewen Costiou (FRA)     | 9e               |
| 54               | Arnaud Démare (FRA)    | 23e              |
| 55               | Luca Mozzato (ITA)     | 95e              |
| 56               | Alessandro Verre (ITA) | 24e              |
| 57               | Alan Riou (FRA)        | AB               |

| Team Jayco AlUla JAY | Team Jayco AlUla JAY   | Team Jayco AlUla JAY |
| -------------------- | ---------------------- | -------------------- |
| Num                  | Coureur                | Pos                  |
| 61                   | Kelland O'Brien (AUS)  | 86e                  |
| 62                   | Luke Durbridge (AUS)   | 94e                  |
| 63                   | Luka Mezgec (SLO)      | 35e                  |
| 64                   | Campbell Stewart (NZL) | 93e                  |
| 65                   | Blake Quick (AUS)      | AB                   |
| 66                   | Michael Matthews (AUS) | AB                   |
| 67                   | Adam Holm (DEN)        | 117e                 |

| UAE Team Emirates UAD | UAE Team Emirates UAD      | UAE Team Emirates UAD |
| --------------------- | -------------------------- | --------------------- |
| Num                   | Coureur                    | Pos                   |
| 71                    | Ryan Gibbons (RSA)         | 50e                   |
| 72                    | Mikkel Bjerg (DEN)         | 38e                   |
| 73                    | Álvaro Hodeg (COL)         | 119e                  |
| 74                    | Vegard Stake Laengen (NOR) | 57e                   |
| 75                    | Matteo Trentin (ITA)       | 11e                   |
| 76                    | Michael Vink (NZL)         | 75e                   |
| 77                    | Felix Groß (GER)           | AB                    |

| Bingoal WB BWB | Bingoal WB BWB            | Bingoal WB BWB |
| -------------- | ------------------------- | -------------- |
| Num            | Coureur                   | Pos            |
| 81             | Nathan Vandepitte (FRA)   | 111e           |
| 82             | Alexis Guérin (FRA)       | 59e            |
| 83             | Johan Meens (BEL)         | 17e            |
| 84             | Lennert Teugels (BEL)     | 79e            |
| 85             | Marco Tizza (ITA)         | 22e            |
| 86             | Luca Van Boven (BEL)      | 45e            |
| 87             | Aaron Van der Beken (BEL) | 48e            |

| Human Powered Health HPM | Human Powered Health HPM | Human Powered Health HPM |
| ------------------------ | ------------------------ | ------------------------ |
| Num                      | Coureur                  | Pos                      |
| 91                       | Pier-André Côté (CAN)    | 107e                     |
| 92                       | Gage Hecht (USA)         | 53e                      |
| 93                       | August Jensen (NOR)      | 87e                      |
| 94                       | Gijs Van Hoecke (BEL)    | 60e                      |
| 95                       | Scott McGill (USA)       | 108e                     |
| 96                       | Barnabás Peák (HUN)      | AB                       |
| 97                       | Benjamin Perry (CAN)     | AB                       |

| Israel-Premier Tech IPT | Israel-Premier Tech IPT  | Israel-Premier Tech IPT |
| ----------------------- | ------------------------ | ----------------------- |
| Num                     | Coureur                  | Pos                     |
| 101                     | Marco Frigo (ITA)        | 82e                     |
| 102                     | Jakob Fuglsang (DEN)     | 43e                     |
| 103                     | Mason Hollyman (GBR)     | 89e                     |
| 104                     | Nick Schultz (AUS)       | 14e                     |
| 105                     | Mads Würtz Schmidt (DEN) | AB                      |
| 106                     | Dylan Teuns (BEL)        | 2e                      |
| 107                     | Stephen Williams (GBR)   | 29e                     |

| Lotto Dstny LTD | Lotto Dstny LTD          | Lotto Dstny LTD |
| --------------- | ------------------------ | --------------- |
| Num             | Coureur                  | Pos             |
| 111             | Victor Campenaerts (BEL) | 26e             |
| 112             | Jasper De Buyst (BEL)    | 3e              |
| 113             | Cédric Beullens (BEL)    | 90e             |
| 114             | Frederik Frison (BEL)    | 112e            |
| 115             | Brent Van Moer (BEL)     | 64e             |
| 116             | Alec Segaert (BEL)       | 91e             |
| 117             | Harm Vanhoucke (BEL)     | 110e            |

| Q36.5 Pro Cycling Team Q36 | Q36.5 Pro Cycling Team Q36 | Q36.5 Pro Cycling Team Q36 |
| -------------------------- | -------------------------- | -------------------------- |
| Num                        | Coureur                    | Pos                        |
| 121                        | Jack Bauer (NZL)           | 47e                        |
| 122                        | Fabio Christen (SUI)       | 5e                         |
| 123                        | Corey Davis (USA)          | 31e                        |
| 124                        | Carl Fredrik Hagen (NOR)   | 21e                        |
| 125                        | Tobias Ludvigsson (SWE)    | 71e                        |
| 126                        | Kamil Małecki (POL)        | 70e                        |
| 127                        | Cyrus Monk (AUS)           | 54e                        |

| Team Flanders-Baloise TFB | Team Flanders-Baloise TFB | Team Flanders-Baloise TFB |
| ------------------------- | ------------------------- | ------------------------- |
| Num                       | Coureur                   | Pos                       |
| 131                       | Jenno Berckmoes (BEL)     | 77e                       |
| 132                       | Kamiel Bonneu (BEL)       | 12e                       |
| 133                       | Vito Braet (BEL)          | 33e                       |
| 134                       | Elias Maris (BEL)         | 66e                       |
| 135                       | Ruben Apers (BEL)         | 42e                       |
| 136                       | Aaron Van Poucke (BEL)    | AB                        |
| 137                       | Sander De Pestel (BEL)    | 96e                       |

| TotalEnergies TEN | TotalEnergies TEN          | TotalEnergies TEN |
| ----------------- | -------------------------- | ----------------- |
| Num               | Coureur                    | Pos               |
| 141               | Edvald Boasson Hagen (NOR) | 40e               |
| 142               | Maciej Bodnar (POL)        | AB                |
| 143               | Sandy Dujardin (FRA)       | 67e               |
| 144               | Émilien Jeannière (FRA)    | 34e               |
| 145               | Daniel Oss (ITA)           | 103e              |
| 146               | Julien Simon (FRA)         | 8e                |
| 147               | Anthony Turgis (FRA)       | 80e               |

| Tudor Pro Cycling Team TUD | Tudor Pro Cycling Team TUD  | Tudor Pro Cycling Team TUD |
| -------------------------- | --------------------------- | -------------------------- |
| Num                        | Coureur                     | Pos                        |
| 151                        | Aloïs Charrin (FRA)         | AB                         |
| 152                        | Robin Froidevaux (SUI)      | 84e                        |
| 153                        | Miká Heming (GER)           | DQ                         |
| 154                        | Petr Kelemen (CZE)          | 100e                       |
| 155                        | Simon Pellaud (SUI)         | 36e                        |
| 156                        | Rick Pluimers (NED)         | 10e                        |
| 157                        | Sébastien Reichenbach (SUI) | 13e                        |

| Uno-X Pro Cycling Team UXT | Uno-X Pro Cycling Team UXT   | Uno-X Pro Cycling Team UXT |
| -------------------------- | ---------------------------- | -------------------------- |
| Num                        | Coureur                      | Pos                        |
| 161                        | Alexander Kristoff (NOR)     | 46e                        |
| 162                        | Jonas Abrahamsen (NOR)       | 113e                       |
| 163                        | Søren Wærenskjold (NOR)      | 27e                        |
| 164                        | William Blume Levy (DEN)     | 73e                        |
| 165                        | Erik Nordsæter Resell (NOR)  | 68e                        |
| 166                        | Niklas Larsen (DEN)          | 56e                        |
| 167                        | Martin Bugge Urianstad (NOR) | 41e                        |

| Hagens Berman Axeon HBA | Hagens Berman Axeon HBA | Hagens Berman Axeon HBA |
| ----------------------- | ----------------------- | ----------------------- |
| Num                     | Coureur                 | Pos                     |
| 171                     | Darren Rafferty (IRL)   | 97e                     |
| 172                     | Maxence Place (BEL)     | AB                      |
| 173                     | Kasper Andersen (DEN)   | 114e                    |
| 174                     | António Morgado (POR)   | 15e                     |
| 175                     | Gonçalo Tavares (POR)   | 98e                     |
| 176                     | Artem Shmidt (USA)      | AB                      |
| 177                     | Nino de Jong (NED)      | AB                      |

| Matériel-vélo.com GDM | Matériel-vélo.com GDM       | Matériel-vélo.com GDM |
| --------------------- | --------------------------- | --------------------- |
| Num                   | Coureur                     | Pos                   |
| 181                   | Alessandro Tuscano (BEL)    | AB                    |
| 182                   | Robbe De Ryck (BEL)         | AB                    |
| 183                   | Enrico Dhaeye (BEL)         | AB                    |
| 184                   | Jacques Gloesener (LUX)     | AB                    |
| 185                   | Alexandre Kess (LUX)        | 85e                   |
| 186                   | Tristan Scherpenbergh (BEL) | AB                    |
| 187                   | Théo Bonnet (BEL)           | AB                    |

| Saint Piran SPC | Saint Piran SPC            | Saint Piran SPC |
| --------------- | -------------------------- | --------------- |
| Num             | Coureur                    | Pos             |
| 191             | Jack Rootkin-Gray (GBR)    | 69e             |
| 192             | Alexandar Richardson (GBR) | NP              |
| 193             | Zeb Kyffin (GBR)           | 44e             |
| 195             | Adam Lewis (GBR)           | 99e             |
| 196             | Bradley Symonds (GBR)      | 104e            |
| 197             | James McKay (GBR)          | AB              |

| Van Rysel-Roubaix Lille Métropole VRL | Van Rysel-Roubaix Lille Métropole VRL | Van Rysel-Roubaix Lille Métropole VRL |
| ------------------------------------- | ------------------------------------- | ------------------------------------- |
| Num                                   | Coureur                               | Pos                                   |
| 201                                   | Célestin Guillon (FRA)                | 51e                                   |
| 202                                   | Maxime Jarnet (FRA)                   | 39e                                   |
| 203                                   | Maximilien Juillard (FRA)             | 115e                                  |
| 204                                   | Jérémy Leveau (FRA)                   | 49e                                   |
| 205                                   | Tom Mainguenaud (FRA)                 | AB                                    |
| 206                                   | Kenny Molly (BEL)                     | 118e                                  |
| 207                                   | Eliot Pauchard (FRA)                  | AB                                    |

| Alpecin-Deceuninck ADC | Alpecin-Deceuninck ADC             | Alpecin-Deceuninck ADC |
| ---------------------- | ---------------------------------- | ---------------------- |
| Num                    | Coureur                            | Pos                    |
| 1                      | Mathieu van der Poel (NED) (route) | 4e                     |
| 2                      | Dries De Bondt (BEL)               | 109e                   |
| 3                      | Søren Kragh Andersen (DEN)         | 28e                    |
| 4                      | Gianni Vermeersch (BEL)            | 61e                    |
| 5                      | Axel Laurance (FRA)                | 55e                    |
| 6                      | Henri Uhlig (GER)                  | 78e                    |
| 7                      | Fabio Van den Bossche (BEL)        | 88e                    |

| AG2R Citroën Team ACT | AG2R Citroën Team ACT        | AG2R Citroën Team ACT |
| --------------------- | ---------------------------- | --------------------- |
| Num                   | Coureur                      | Pos                   |
| 11                    | Valentin Paret-Peintre (FRA) | 102e                  |
| 12                    | Nans Peters (FRA)            | 37e                   |
| 13                    | Franck Bonnamour (FRA)       | 6e                    |
| 14                    | Bastien Tronchon (FRA)       | 16e                   |
| 15                    | Greg Van Avermaet (BEL)      | NP                    |
| 16                    | Clément Venturini (FRA)      | 18e                   |
| 17                    | Jordan Labrosse (FRA)        | 20e                   |

| Cofidis COF | Cofidis COF              | Cofidis COF |
| ----------- | ------------------------ | ----------- |
| Num         | Coureur                  | Pos         |
| 21          | Bryan Coquard (FRA)      | 72e         |
| 22          | Christophe Noppe (BEL)   | AB          |
| 23          | Alexandre Delettre (FRA) | 62e         |
| 24          | Jelle Wallays (BEL)      | AB          |
| 25          | Axel Zingle (FRA)        | 19e         |
| 26          | Ilan Larmet (FRA)        | 74e         |
| 27          | Alexis Renard (FRA)      | 106e        |

| Intermarché-Circus-Wanty ICW | Intermarché-Circus-Wanty ICW | Intermarché-Circus-Wanty ICW |
| ---------------------------- | ---------------------------- | ---------------------------- |
| Num                          | Coureur                      | Pos                          |
| 31                           | Dylan Vandenstorme (BEL)     | 65e                          |
| 32                           | Aimé De Gendt (BEL)          | 30e                          |
| 33                           | Biniam Girmay (ERI)          | 7e                           |
| 34                           | Madis Mihkels (EST)          | 58e                          |
| 35                           | Dion Smith (NZL)             | 92e                          |
| 36                           | Tom Paquot (BEL)             | 105e                         |
| 37                           | Loïc Vliegen (BEL)           | 63e                          |

| Movistar Team MOV | Movistar Team MOV       | Movistar Team MOV |
| ----------------- | ----------------------- | ----------------- |
| Num               | Coureur                 | Pos               |
| 41                | Johan Jacobs (SUI)      | 83e               |
| 42                | Abner González (PUR)    | 32e               |
| 43                | Lluís Mas (ESP)         | 116e              |
| 44                | Mathias Norsgaard (DEN) | 101e              |
| 45                | Vinicius Rangel (BRA)   | 76e               |
| 46                | Juri Hollmann (GER)     | 52e               |
| 47                | Gonzalo Serrano (ESP)   | 1er               |

| Arkéa-Samsic ARK | Arkéa-Samsic ARK       | Arkéa-Samsic ARK |
| ---------------- | ---------------------- | ---------------- |
| Num              | Coureur                | Pos              |
| 51               | Jenthe Biermans (BEL)  | 25e              |
| 52               | Maxime Bouet (FRA)     | 81e              |
| 53               | Ewen Costiou (FRA)     | 9e               |
| 54               | Arnaud Démare (FRA)    | 23e              |
| 55               | Luca Mozzato (ITA)     | 95e              |
| 56               | Alessandro Verre (ITA) | 24e              |
| 57               | Alan Riou (FRA)        | AB               |

| Team Jayco AlUla JAY | Team Jayco AlUla JAY   | Team Jayco AlUla JAY |
| -------------------- | ---------------------- | -------------------- |
| Num                  | Coureur                | Pos                  |
| 61                   | Kelland O'Brien (AUS)  | 86e                  |
| 62                   | Luke Durbridge (AUS)   | 94e                  |
| 63                   | Luka Mezgec (SLO)      | 35e                  |
| 64                   | Campbell Stewart (NZL) | 93e                  |
| 65                   | Blake Quick (AUS)      | AB                   |
| 66                   | Michael Matthews (AUS) | AB                   |
| 67                   | Adam Holm (DEN)        | 117e                 |

| UAE Team Emirates UAD | UAE Team Emirates UAD      | UAE Team Emirates UAD |
| --------------------- | -------------------------- | --------------------- |
| Num                   | Coureur                    | Pos                   |
| 71                    | Ryan Gibbons (RSA)         | 50e                   |
| 72                    | Mikkel Bjerg (DEN)         | 38e                   |
| 73                    | Álvaro Hodeg (COL)         | 119e                  |
| 74                    | Vegard Stake Laengen (NOR) | 57e                   |
| 75                    | Matteo Trentin (ITA)       | 11e                   |
| 76                    | Michael Vink (NZL)         | 75e                   |
| 77                    | Felix Groß (GER)           | AB                    |

| Bingoal WB BWB | Bingoal WB BWB            | Bingoal WB BWB |
| -------------- | ------------------------- | -------------- |
| Num            | Coureur                   | Pos            |
| 81             | Nathan Vandepitte (FRA)   | 111e           |
| 82             | Alexis Guérin (FRA)       | 59e            |
| 83             | Johan Meens (BEL)         | 17e            |
| 84             | Lennert Teugels (BEL)     | 79e            |
| 85             | Marco Tizza (ITA)         | 22e            |
| 86             | Luca Van Boven (BEL)      | 45e            |
| 87             | Aaron Van der Beken (BEL) | 48e            |

| Human Powered Health HPM | Human Powered Health HPM | Human Powered Health HPM |
| ------------------------ | ------------------------ | ------------------------ |
| Num                      | Coureur                  | Pos                      |
| 91                       | Pier-André Côté (CAN)    | 107e                     |
| 92                       | Gage Hecht (USA)         | 53e                      |
| 93                       | August Jensen (NOR)      | 87e                      |
| 94                       | Gijs Van Hoecke (BEL)    | 60e                      |
| 95                       | Scott McGill (USA)       | 108e                     |
| 96                       | Barnabás Peák (HUN)      | AB                       |
| 97                       | Benjamin Perry (CAN)     | AB                       |

| Israel-Premier Tech IPT | Israel-Premier Tech IPT  | Israel-Premier Tech IPT |
| ----------------------- | ------------------------ | ----------------------- |
| Num                     | Coureur                  | Pos                     |
| 101                     | Marco Frigo (ITA)        | 82e                     |
| 102                     | Jakob Fuglsang (DEN)     | 43e                     |
| 103                     | Mason Hollyman (GBR)     | 89e                     |
| 104                     | Nick Schultz (AUS)       | 14e                     |
| 105                     | Mads Würtz Schmidt (DEN) | AB                      |
| 106                     | Dylan Teuns (BEL)        | 2e                      |
| 107                     | Stephen Williams (GBR)   | 29e                     |

| Lotto Dstny LTD | Lotto Dstny LTD          | Lotto Dstny LTD |
| --------------- | ------------------------ | --------------- |
| Num             | Coureur                  | Pos             |
| 111             | Victor Campenaerts (BEL) | 26e             |
| 112             | Jasper De Buyst (BEL)    | 3e              |
| 113             | Cédric Beullens (BEL)    | 90e             |
| 114             | Frederik Frison (BEL)    | 112e            |
| 115             | Brent Van Moer (BEL)     | 64e             |
| 116             | Alec Segaert (BEL)       | 91e             |
| 117             | Harm Vanhoucke (BEL)     | 110e            |

| Q36.5 Pro Cycling Team Q36 | Q36.5 Pro Cycling Team Q36 | Q36.5 Pro Cycling Team Q36 |
| -------------------------- | -------------------------- | -------------------------- |
| Num                        | Coureur                    | Pos                        |
| 121                        | Jack Bauer (NZL)           | 47e                        |
| 122                        | Fabio Christen (SUI)       | 5e                         |
| 123                        | Corey Davis (USA)          | 31e                        |
| 124                        | Carl Fredrik Hagen (NOR)   | 21e                        |
| 125                        | Tobias Ludvigsson (SWE)    | 71e                        |
| 126                        | Kamil Małecki (POL)        | 70e                        |
| 127                        | Cyrus Monk (AUS)           | 54e                        |

| Team Flanders-Baloise TFB | Team Flanders-Baloise TFB | Team Flanders-Baloise TFB |
| ------------------------- | ------------------------- | ------------------------- |
| Num                       | Coureur                   | Pos                       |
| 131                       | Jenno Berckmoes (BEL)     | 77e                       |
| 132                       | Kamiel Bonneu (BEL)       | 12e                       |
| 133                       | Vito Braet (BEL)          | 33e                       |
| 134                       | Elias Maris (BEL)         | 66e                       |
| 135                       | Ruben Apers (BEL)         | 42e                       |
| 136                       | Aaron Van Poucke (BEL)    | AB                        |
| 137                       | Sander De Pestel (BEL)    | 96e                       |

| TotalEnergies TEN | TotalEnergies TEN          | TotalEnergies TEN |
| ----------------- | -------------------------- | ----------------- |
| Num               | Coureur                    | Pos               |
| 141               | Edvald Boasson Hagen (NOR) | 40e               |
| 142               | Maciej Bodnar (POL)        | AB                |
| 143               | Sandy Dujardin (FRA)       | 67e               |
| 144               | Émilien Jeannière (FRA)    | 34e               |
| 145               | Daniel Oss (ITA)           | 103e              |
| 146               | Julien Simon (FRA)         | 8e                |
| 147               | Anthony Turgis (FRA)       | 80e               |

| Tudor Pro Cycling Team TUD | Tudor Pro Cycling Team TUD  | Tudor Pro Cycling Team TUD |
| -------------------------- | --------------------------- | -------------------------- |
| Num                        | Coureur                     | Pos                        |
| 151                        | Aloïs Charrin (FRA)         | AB                         |
| 152                        | Robin Froidevaux (SUI)      | 84e                        |
| 153                        | Miká Heming (GER)           | DQ                         |
| 154                        | Petr Kelemen (CZE)          | 100e                       |
| 155                        | Simon Pellaud (SUI)         | 36e                        |
| 156                        | Rick Pluimers (NED)         | 10e                        |
| 157                        | Sébastien Reichenbach (SUI) | 13e                        |

| Uno-X Pro Cycling Team UXT | Uno-X Pro Cycling Team UXT   | Uno-X Pro Cycling Team UXT |
| -------------------------- | ---------------------------- | -------------------------- |
| Num                        | Coureur                      | Pos                        |
| 161                        | Alexander Kristoff (NOR)     | 46e                        |
| 162                        | Jonas Abrahamsen (NOR)       | 113e                       |
| 163                        | Søren Wærenskjold (NOR)      | 27e                        |
| 164                        | William Blume Levy (DEN)     | 73e                        |
| 165                        | Erik Nordsæter Resell (NOR)  | 68e                        |
| 166                        | Niklas Larsen (DEN)          | 56e                        |
| 167                        | Martin Bugge Urianstad (NOR) | 41e                        |

| Hagens Berman Axeon HBA | Hagens Berman Axeon HBA | Hagens Berman Axeon HBA |
| ----------------------- | ----------------------- | ----------------------- |
| Num                     | Coureur                 | Pos                     |
| 171                     | Darren Rafferty (IRL)   | 97e                     |
| 172                     | Maxence Place (BEL)     | AB                      |
| 173                     | Kasper Andersen (DEN)   | 114e                    |
| 174                     | António Morgado (POR)   | 15e                     |
| 175                     | Gonçalo Tavares (POR)   | 98e                     |
| 176                     | Artem Shmidt (USA)      | AB                      |
| 177                     | Nino de Jong (NED)      | AB                      |

| Matériel-vélo.com GDM | Matériel-vélo.com GDM       | Matériel-vélo.com GDM |
| --------------------- | --------------------------- | --------------------- |
| Num                   | Coureur                     | Pos                   |
| 181                   | Alessandro Tuscano (BEL)    | AB                    |
| 182                   | Robbe De Ryck (BEL)         | AB                    |
| 183                   | Enrico Dhaeye (BEL)         | AB                    |
| 184                   | Jacques Gloesener (LUX)     | AB                    |
| 185                   | Alexandre Kess (LUX)        | 85e                   |
| 186                   | Tristan Scherpenbergh (BEL) | AB                    |
| 187                   | Théo Bonnet (BEL)           | AB                    |

| Saint Piran SPC | Saint Piran SPC            | Saint Piran SPC |
| --------------- | -------------------------- | --------------- |
| Num             | Coureur                    | Pos             |
| 191             | Jack Rootkin-Gray (GBR)    | 69e             |
| 192             | Alexandar Richardson (GBR) | NP              |
| 193             | Zeb Kyffin (GBR)           | 44e             |
| 195             | Adam Lewis (GBR)           | 99e             |
| 196             | Bradley Symonds (GBR)      | 104e            |
| 197             | James McKay (GBR)          | AB              |

| Van Rysel-Roubaix Lille Métropole VRL | Van Rysel-Roubaix Lille Métropole VRL | Van Rysel-Roubaix Lille Métropole VRL |
| ------------------------------------- | ------------------------------------- | ------------------------------------- |
| Num                                   | Coureur                               | Pos                                   |
| 201                                   | Célestin Guillon (FRA)                | 51e                                   |
| 202                                   | Maxime Jarnet (FRA)                   | 39e                                   |
| 203                                   | Maximilien Juillard (FRA)             | 115e                                  |
| 204                                   | Jérémy Leveau (FRA)                   | 49e                                   |
| 205                                   | Tom Mainguenaud (FRA)                 | AB                                    |
| 206                                   | Kenny Molly (BEL)                     | 118e                                  |
| 207                                   | Eliot Pauchard (FRA)                  | AB                                    |